# 신학박사

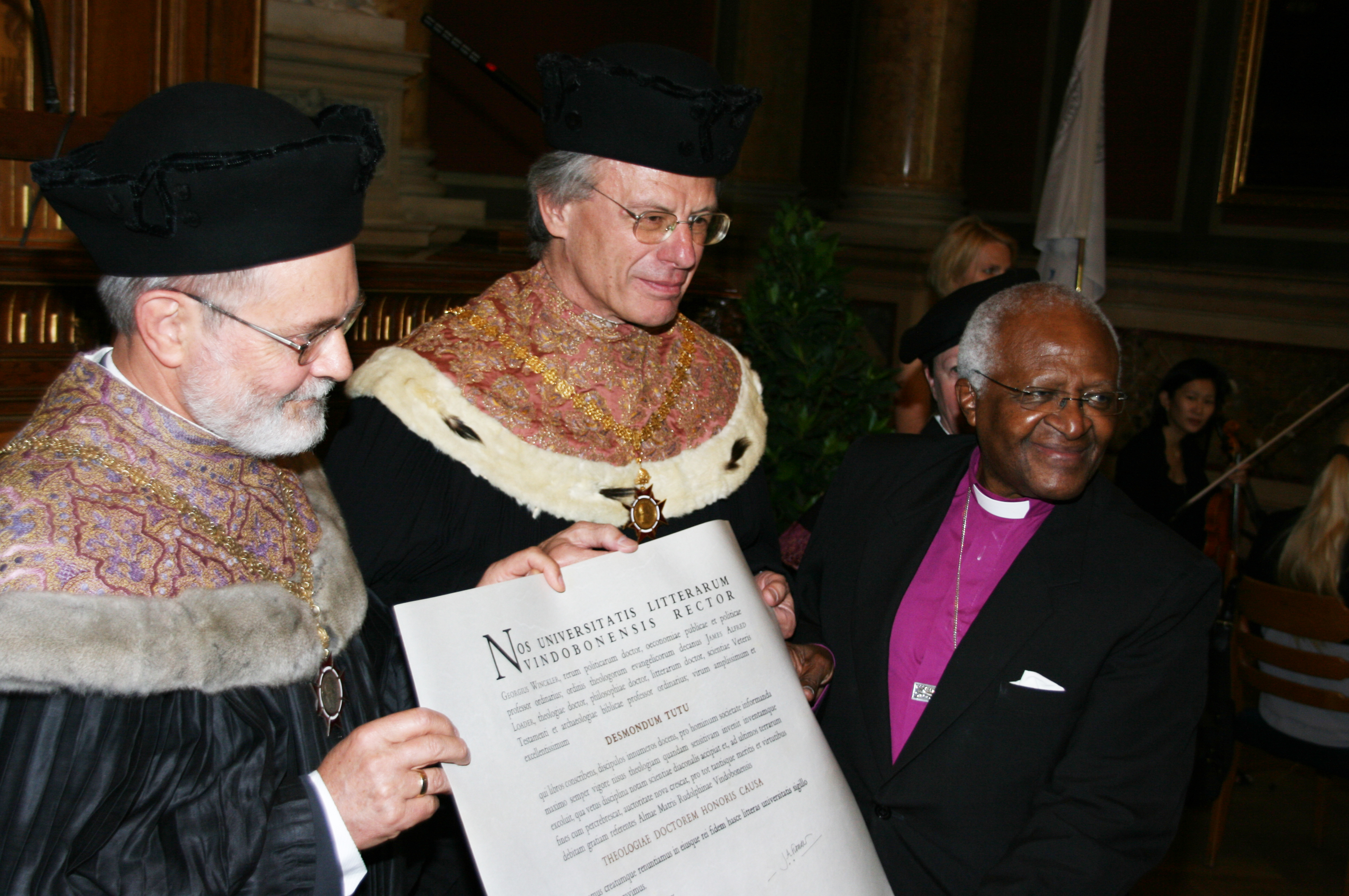
빈 대학교에서 데즈먼드 투투(오른쪽)에게 명예 신학박사 학위 수여

신학박사(神學博士, Doctor of Theology, DTh, ThD, DTheol, Dr. theol.)는 대학원 관련 학위이다. 이 학위로써 기독교 신학 대학 예하 교수직원 직위를 지내는 것이 대표적이다. 신학 분야의 최종 학위이다. 교회 신학 박사와 마찬가지로 철학박사와 동등한 고급 연구 학위이다.